# Parapercis punctulata
Parapercis punctulata és una espècie de peix de la família dels pingüipèdids i de l'ordre dels perciformes. És un peix marí, associat als esculls de corall i de clima tropical, el qual viu a l'Índic occidental: el Iemen, les illes Seychelles, Moçambic, Maurici, l'illa Europa, Reunió i el nord de KwaZulu-Natal (Sud-àfrica).
Mesura 13 cm de llargària màxima. Té 5 espines i 21 radis tous a l'aleta dorsal i 1 espina i 17 radis tous a l'anal. Els mascles presenten 2 línies de color marró negrós al ventre, mentre que les femelles hi tenen 3 punts negres a cada costat.
És inofensiu per als humans.
El seu nivell tròfic és de 3,27.